# Bohumil Říha
Bohumil Říha (Vyšetice, 22. veljače 1907. – Prag, 12. prosinca 1987.) je bio češki književnik. Autor je opsežna opusa popularnih književnih djela za djecu i mladež. Unatoč didaktičnosti, moraliziranju i isticanju ideala kolektivizma i lijevoga socijalnoga utopizma, u zapletima priča i romana spretno je kombinirao smisao za realnost, pustolovnost i mladenačke izazove otkrivanja svijeta.  Za svoj rad primio je 1980. godine Nagradu Hans Christian Andersen.

## Karijera
Jedna od njegovih najpoznatijih djela je Dječja enciklopedija (Dětská encyklopedie, 1959.) koja je od svojega svog objavljivanja uživala u gotovo kultnom praćenju – njena struktura daje, osim informacija za čitatelje-početnike, detaljnije informacije za djecu koja žele naučiti više o temama enciklopedije. 
Njegova ostala djela uključuju Řeka (1962., zajedno s Karelom Friedrichom), Velká obrázková knížka pro malé děti (1976., zajedno s Milenom Lukešovom), Velká obrázková knížka o zvířatech (1981., zajedno s Milenom Lukešovom), Veselé povídky – a co ještě? (1964.)

## Djela
- O lékaři Pingovi (1941.), O lékaři Pingovi a jeho svízelné cestě za spravedlností (1998.)
- O třech penízích (1941.)
- Kmotříček Blažej (1946.)
- O čertíkovi vykopnutém z pekla (1947.)
- Na útěku (1947.)
- Povstání na horách a jiné povídky (1949.)
- Země dokořán (1950.)
- Dvě jara (1952.)
- Setkání pod lesem (1953.)
- Na znamení zvonku (1953., 1954.)
- Cesta do Maďarska (1953.)
- Honzíkova cesta (1954.)
- Venkovan (1955.)
- O letadélku Káněti (1957.)
- O třech penízích a jiné povídky (1957.), O třech penízích, Povstání v horách, O lékaři Pingovi
- Dětská encyklopedie (1959., 1978., 1985., 1998.)
- Kdo bude žít (1960.)
- Náš Vítek (1961., 1970.)
- Řeka (1962.)
- Divný člověk (1964., 1988.)
- Divoký koník Ryn (1966.)
- Pět bohů táhne přes moře (1968.)
- Vedla mě náhoda (1969.)
- Adam a Otka (1970.)
- O rezavém rváči a huňatém pánovi (1971.)
- Přede mnou poklekni (1971.), I. dio trilogije o Jurju Podjebradskom
- Moje domovy (1972.)
- Nový Gulliver (1973.)
- Zatvrzelý sen (1973.)
- Doktor Meluzin (1973.)
- Jak jel Vítek do Prahy (1973.)
- Vítek je zase doma (1974.)
- Klouček Smítko (1974.)
- Jak vodníci udobřili sumce (1974.)
- Dva kluci v palbě (1975.)
- Vítek na výletě (1975.)
- Velká obrázková knížka pro malé děti (1976.)
- Naše Praha  (1976., 1982.)
- Chvála spisovatelství (1976.)
- Čekání na krále (1977.), II. dio trilogije o Jurju Podjebradskom
- A zbyl jen meč (1978.), III. dio trilogije o Jurju Podjebradskom
- Velká obrázková knížka o zvířatech (1981.)
- Indiánská romance (1981.)
- Svatba v rybníce (1982.)
- Vitek (1982.), Jak jel Vítek do Prahy, Vítek je zase doma, Vítek na výletě
- Stromy mé vlasti (1982.)
- Učitel Viktor Pelc (1984.)
- Já ho vypátrám sám (1987.)
- Cesta k lidskému srdci (1987.)
- Jak jsme šli do světa s dětskou knihou (1987.)
- Hra na kluka (1989.)
- Tajemná píšťala (1990.)